# 1. Fußball-Club Kaiserslautern 1973-1974
Questa voce raccoglie le informazioni riguardanti il 1. Fußball-Club Kaiserslautern nelle competizioni ufficiali della stagione 1973-1974.

## Stagione
Nella stagione 1973-1974 il Kaiserslautern, allenato da Erich Ribbeck, concluse il campionato di Bundesliga al 6º posto. In Coppa di Germania il Kaiserslautern fu eliminato ai quarti di finale dal Kickers Offenbach.

## Rosa
| N. |                     | Ruolo | Calciatore         |
| -- | ------------------- | ----- | ------------------ |
|    | Germania (bandiera) | P     | Josef Elting       |
|    | Germania (bandiera) | P     | Josef Stabel       |
|    | Germania (bandiera) | D     | Horst Bender       |
|    | Germania (bandiera) | D     | Ernst Diehl        |
|    | Germania (bandiera) | D     | Fritz Fuchs        |
|    | Germania (bandiera) | D     | Lothar Huber       |
|    | Germania (bandiera) | D     | Günther Rademacher |
|    | Germania (bandiera) | D     | Günther Reinders   |
|    | Germania (bandiera) | D     | Dietmar Schwager   |
|    | Germania (bandiera) | C     | Klaus Ackermann    |
|    | Germania (bandiera) | C     | Hermann Bitz       |
|    | Germania (bandiera) | C     | Werner Brehm       |

| N. |                     | Ruolo | Calciatore       |
| -- | ------------------- | ----- | ---------------- |
|    | Germania (bandiera) | C     | Jürgen Friedrich |
|    | Germania (bandiera) | C     | Reinhard Meier   |
|    | Germania (bandiera) | C     | Peter Schwarz    |
|    | Germania (bandiera) | C     | Heinz Toppmöller |
|    | Germania (bandiera) | C     | Heinz Wilhelmi   |
|    | Germania (bandiera) | A     | Hans Franz       |
|    | Germania (bandiera) | A     | Herbert Laumen   |
|    | Svezia (bandiera)   | A     | Benno Magnusson  |
|    | Germania (bandiera) | A     | Josef Pirrung    |
|    | Svezia (bandiera)   | A     | Roland Sandberg  |
|    | Germania (bandiera) | A     | Klaus Toppmöller |
|    | Germania (bandiera) | A     | Karlheinz Vogt   |

## Organigramma societario
Area tecnica
- Allenatore: Erich Ribbeck
- Allenatore in seconda:
- Preparatore dei portieri:
- Preparatori atletici:

## Calciomercato

### Sessione estiva
| Acquisti | Acquisti        | Acquisti     | Acquisti |
| R.       | Nome            | da           | Modalità |
| -------- | --------------- | ------------ | -------- |
| A        | Benno Magnusson | Åtvidaberg   |          |
| D        | Horst Bender    | Homburg      |          |
| A        | Herbert Laumen  | Werder Brema |          |
| C        | Reinhard Meier  | SV Alsenborn |          |
| A        | Roland Sandberg | Åtvidaberg   |          |

| Cessioni | Cessioni      | Cessioni             | Cessioni |
| R.       | Nome          | a                    | Modalità |
| -------- | ------------- | -------------------- | -------- |
| C        | Heinz Henkes  | Borussia Neunkirchen |          |
| A        | Idriz Hošić   | Duisburg             |          |
| A        | Wolfgang Seel | Fortuna Düsseldorf   |          |

### Sessione invernale
| Acquisti | Acquisti | Acquisti | Acquisti |
| R.       | Nome     | da       | Modalità |
| -------- | -------- | -------- | -------- |

| Cessioni | Cessioni | Cessioni | Cessioni |
| R.       | Nome     | a        | Modalità |
| -------- | -------- | -------- | -------- |

## Risultati

### Bundesliga

#### Girone di andata
| Arbitro: | Hennig |

|                          |           |                         |
| Pirrung 38’ Schwager 81’ | Marcatori | 30’ Schildt 77’ Røntved |

| Arbitro: | Bonacker |

|                                              |           |                         |
| Wehmeyer 8’, 38’ Stegmayer 30’ Damjanoff 56’ | Marcatori | 17’ Laumen 59’ Schwager |

| Arbitro: | Eschweiler |

|              |           |                                                      |
| Sandberg 21’ | Marcatori | 48’ Weidle 74’ Grabowski 77’ (rig.) Kalb 88’ Reichel |

| Arbitro: | Roth |

|                                      |           |              |
| Flohe 7’ Glowacz 65’ Hein 78’ (rig.) | Marcatori | 87’ Sandberg |

| Arbitro: | Schmoock |

|                              |           |         |
| Ackermann 12’ Toppmöller 88’ | Marcatori | 33’ Hey |

| Arbitro: | Dreher |

|                     |           |                                                                         |
| Herzog 32’ Zewe 33’ | Marcatori | 6’ (aut.) Biesenkamp 24’ Ackermann 62’ Pirrung 67’ Toppmöller 69’ Huber |

| Arbitro: | Fork |

|                                         |           |                                              |
| Ohlicher 34’ Entenmann 36’ Ettmayer 42’ | Marcatori | 15’ Pirrung 27’ Toppmöller 78’, 80’ Sandberg |

| Arbitro: | Wohlfarth |

|  |           |                         |
|  | Marcatori | 3’ Tenhagen 68’ Walitza |

| Arbitro: | Eschweiler |

|  |           |                        |
|  | Marcatori | 62’ Bitz 75’ Ackermann |

| Arbitro: | Kindervater |

|                                |           |  |
| Toppmöller 18’ Laumen 68’, 83’ | Marcatori |  |

| Arbitro: | Haselberger |

|                         |           |                           |
| Heynckes 9’ Sieloff 87’ | Marcatori | 74’ Toppmöller 89’ Laumen |

| Arbitro: | Bonacker |

|                                                                |           |                                   |
| Pirrung 43’, 61’, 73’ Toppmöller 58’ Diehl 84’ Laumen 87’, 89’ | Marcatori | 3’, 12’ Gersdorff 36’, 57’ Müller |

| Arbitro: | Ohmsen |

|                                                |           |                                  |
| Bergfelder 27’ Otters 65’ Kucharski 84’ (rig.) | Marcatori | 12’, 74’ Sandberg 32’ Toppmöller |

| Kaiserslautern 3 novembre 1973, ore 15:30 CET 14ª giornata | Kaiserslautern | 0 – 0 referto | Rot-Weiss Essen | Betzenbergstadion (18 000 spett.)\| Arbitro: \| Berner \| |
| Arbitro:                                                   | Berner         |               |                 |                                                           |

| Arbitro: | Fork |

|                           |           |             |
| Gutzeit 26’, 47’ Horr 90’ | Marcatori | 61’ Pirrung |

| Arbitro: | Klauser |

|                                          |           |  |
| Meier 2’ Pirrung 67’ Toppmöller 77’, 84’ | Marcatori |  |

| Arbitro: | Picker |

|                                      |           |                                  |
| Fischer 13’ Sobieray 38’ Kremers 79’ | Marcatori | 55’, 86’ Toppmöller 58’ Sandberg |

#### Girone di ritorno
| Arbitro: | Weyland |

|                                           |           |             |
| Bracht 11’ (rig.) Thygesen 80’ Kontny 82’ | Marcatori | 90’ Pirrung |

| Arbitro: | Wichmann |

|                            |           |                    |
| Sandberg 3’ Toppmöller 31’ | Marcatori | 58’ (rig.) Stiller |

| Arbitro: | Kindervater |

|                               |           |                |
| Kliemann 2’ Rohrbach 13’, 63’ | Marcatori | 85’ Toppmöller |

| Arbitro: | Aldinger |

|             |           |                     |
| Sandberg 5’ | Marcatori | 24’ Müller 84’ Löhr |

| Arbitro: | Frickel |

|                      |           |             |
| Bella 35’ Wunder 89’ | Marcatori | 59’ Pirrung |

| Arbitro: | Berner |

|                                             |           |                       |
| Köhnen 16’ (aut.) Ackermann 23’ Pirrung 66’ | Marcatori | 63’ Herzog 88’ Köhnen |

| Arbitro: | Burgers |

|                                            |           |  |
| Sandberg 16’ Diehl 63’ Toppmöller 78’, 87’ | Marcatori |  |

| Arbitro: | Nützel |

|                      |           |                           |
| Eggert 63’ Fromm 88’ | Marcatori | 61’ Wilhelmi 76’ Sandberg |

| Arbitro: | Hilker |

|             |           |                                                     |
| Schwarz 70’ | Marcatori | 37’ Zaczyk 54’ (rig.) Hönig 65’ Volkert 90’ Winkler |

| Arbitro: | Bonacker |

|                                |           |                                  |
| Hickersberger 26’ Kostedde 39’ | Marcatori | 53’, 84’ Sandberg 68’ Toppmöller |

| Arbitro: | Dreher |

|                            |           |                                          |
| Diehl 83’ (rig.) Meier 86’ | Marcatori | 9’ Danner 11’, 19’ Heynckes 46’ Wittkamp |

| Arbitro: | Overberg |

|                   |           |              |
| Schwarzenbeck 74’ | Marcatori | 58’ Sandberg |

| Arbitro: | Haselberger |

|                          |           |            |
| Toppmöller 56’ Fuchs 82’ | Marcatori | 52’ Struth |

| Arbitro: | Frickel |

|                                   |           |                                         |
| Fürhoff 4’ Lippens 68’ Lorant 74’ | Marcatori | 16’ Schwarz 60’ Sandberg 86’ Toppmöller |

| Arbitro: | Waltert |

|                                         |           |          |
| Toppmöller 49’ Sandberg 57’ Schwarz 64’ | Marcatori | 51’ Beer |

| Arbitro: | Gabor |

|                     |           |                                    |
| Jung 62’ Hermes 70’ | Marcatori | 25’, 33’, 38’ Sandberg 85’ Pirrung |

| Arbitro: | Klauser |

|                                             |           |  |
| Toppmöller 12’, 83’ Pirrung 33’ Schwarz 35’ | Marcatori |  |

### Coppa di Germania
| Arbitro: | Dreher |

|                                                              |           |                                 |
| Meier 15’ Laumen 48’ Wörmer 92’ (aut.) Pirrung 95’ Bitz 104’ | Marcatori | 23’ Bast 89’ Gecks 111’ Erlhoff |

| Arbitro: | Schäfer |

|           |           |              |
| Graul 65’ | Marcatori | 45’ Sandberg |

| Arbitro: | Klauser |

|                              |           |  |
| Diehl 8’ Laumen 62’ Bitz 85’ | Marcatori |  |

| Arbitro: | Eschweiler |

|                                 |           |                            |
| Ritschel 42’ (rig.) Schäfer 76’ | Marcatori | 19’ Ackermann 45’ Sandberg |

| Arbitro: | Ohmsen |

|                                 |           |                                                 |
| Diehl 36’ (rig.) Toppmöller 78’ | Marcatori | 17’ Hickersberger 33’ Schmidradner 106’ Schäfer |

## Statistiche

### Statistiche di squadra
| Competizione      | Punti | In casa | In casa | In casa | In casa | In casa | In casa | In trasferta | In trasferta | In trasferta | In trasferta | In trasferta | In trasferta | Totale | Totale | Totale | Totale | Totale | Totale | DR  |
| Competizione      | Punti | G       | V       | N       | P       | Gf      | Gs      | G            | V            | N            | P            | Gf           | Gs           | G      | V      | N      | P      | Gf     | Gs     | DR  |
| ----------------- | ----- | ------- | ------- | ------- | ------- | ------- | ------- | ------------ | ------------ | ------------ | ------------ | ------------ | ------------ | ------ | ------ | ------ | ------ | ------ | ------ | --- |
| Bundesliga        | 38    | 17      | 10      | 2       | 5       | 41      | 28      | 17           | 5            | 6            | 6            | 39           | 41           | 34     | 15     | 8      | 11     | 80     | 69     | +11 |
| Coppa di Germania | -     | 3       | 2       | 0       | 1       | 10      | 6       | 2            | 0            | 2            | 0            | 3            | 3            | 5      | 2      | 2      | 1      | 13     | 9      | +4  |
| Totale            | 38    | 20      | 12      | 2       | 6       | 51      | 34      | 19           | 5            | 8            | 6            | 42           | 44           | 39     | 17     | 10     | 12     | 93     | 78     | +15 |

### Andamento in campionato
| Giornata  | 1 | 2  | 3  | 4  | 5  | 6  | 7 | 8  | 9 | 10 | 11 | 12 | 13 | 14 | 15 | 16 | 17 | 18 | 19 | 20 | 21 | 22 | 23 | 24 | 25 | 26 | 27 | 28 | 29 | 30 | 31 | 32 | 33 | 34 |
| --------- | - | -- | -- | -- | -- | -- | - | -- | - | -- | -- | -- | -- | -- | -- | -- | -- | -- | -- | -- | -- | -- | -- | -- | -- | -- | -- | -- | -- | -- | -- | -- | -- | -- |
| Luogo     | C | T  | C  | T  | C  | T  | T | C  | T | C  | T  | C  | T  | C  | T  | C  | T  | T  | C  | T  | C  | T  | C  | C  | T  | C  | T  | C  | T  | C  | T  | C  | T  | C  |
| Risultato | N | P  | P  | P  | V  | V  | V | P  | V | V  | N  | V  | N  | N  | P  | V  | N  | P  | V  | P  | P  | P  | V  | V  | N  | P  | V  | P  | N  | V  | N  | V  | V  | V  |
| Posizione | 6 | 13 | 15 | 17 | 15 | 12 | 9 | 12 | 8 | 7  | 7  | 5  | 4  | 4  | 6  | 5  | 6  | 7  | 7  | 8  | 8  | 10 | 8  | 6  | 6  | 9  | 8  | 9  | 9  | 8  | 7  | 7  | 7  | 6  |

Legenda:

Luogo: C = Casa; T = Trasferta. Risultato: V = Vittoria; N = Pareggio; P = Sconfitta.

### Statistiche dei giocatori
| Giocatore     | Bundesliga | Bundesliga | Bundesliga  | Bundesliga | Coppa di Germania | Coppa di Germania | Coppa di Germania | Coppa di Germania | Totale   | Totale | Totale      | Totale     |
| Giocatore     | Presenze   | Reti       | Ammonizioni | Espulsioni | Presenze          | Reti              | Ammonizioni       | Espulsioni        | Presenze | Reti   | Ammonizioni | Espulsioni |
| ------------- | ---------- | ---------- | ----------- | ---------- | ----------------- | ----------------- | ----------------- | ----------------- | -------- | ------ | ----------- | ---------- |
| K. Ackermann  | 33         | 4          | 1           | 0          | 5                 | 1                 | 1                 | 0                 | 38       | 5      | 2           | 0          |
| H. Bender     | 0          | 0          | 0           | 0          | 0                 | 0                 | 0                 | 0                 | 0        | 0      | 0           | 0          |
| H. Bitz       | 32         | 1          | 5           | 0          | 5                 | 2                 | 1                 | 0                 | 37       | 3      | 6           | 0          |
| W. Brehm      | 0          | 0          | 0           | 0          | 0                 | 0                 | 0                 | 0                 | 0        | 0      | 0           | 0          |
| E. Diehl      | 33         | 3          | 1           | 0          | 5                 | 2                 | 0                 | 0                 | 38       | 5      | 1           | 0          |
| J. Elting     | 22         | 0          | 0           | 0          | 2                 | 0                 | 0                 | 0                 | 24       | 0      | 0           | 0          |
| H. Franz      | 0          | 0          | 0           | 0          | 0                 | 0                 | 0                 | 0                 | 0        | 0      | 0           | 0          |
| J. Friedrich  | 0          | 0          | 0           | 0          | 0                 | 0                 | 0                 | 0                 | 0        | 0      | 0           | 0          |
| W. Frosch     | 0          | 0          | 0           | 0          | 0                 | 0                 | 0                 | 0                 | 0        | 0      | 0           | 0          |
| F. Fuchs      | 31         | 1          | 5           | 0          | 5                 | 0                 | 0                 | 0                 | 36       | 1      | 5           | 0          |
| R. Hellström  | 0          | 0          | 0           | 0          | 0                 | 0                 | 0                 | 0                 | 0        | 0      | 0           | 0          |
| L. Huber      | 22         | 1          | 0           | 0          | 0                 | 0                 | 0                 | 0                 | 22       | 1      | 0           | 0          |
| H. Kroth      | 0          | 0          | 0           | 0          | 0                 | 0                 | 0                 | 0                 | 0        | 0      | 0           | 0          |
| H. Laumen     | 21         | 6          | 0           | 0          | 5                 | 2                 | 1                 | 0                 | 26       | 8      | 1           | 0          |
| B. Magnusson  | 16         | 0          | 0           | 0          | 3                 | 0                 | 0                 | 0                 | 19       | 0      | 0           | 0          |
| R. Meier      | 24         | 2          | 1           | 0          | 5                 | 1                 | 1                 | 0                 | 29       | 3      | 2           | 0          |
| W. Melzer     | 0          | 0          | 0           | 0          | 0                 | 0                 | 0                 | 0                 | 0        | 0      | 0           | 0          |
| H. Nickel     | 0          | 0          | 0           | 0          | 0                 | 0                 | 0                 | 0                 | 0        | 0      | 0           | 0          |
| J. Pirrung    | 34         | 13         | 2           | 0          | 4                 | 1                 | 0                 | 0                 | 38       | 14     | 2           | 0          |
| G. Rademacher | 0          | 0          | 0           | 0          | 0                 | 0                 | 0                 | 0                 | 0        | 0      | 0           | 0          |
| G. Reinders   | 3          | 0          | 1           | 0          | 1                 | 0                 | 0                 | 0                 | 4        | 0      | 1           | 0          |
| J. Riedl      | 0          | 0          | 0           | 0          | 0                 | 0                 | 0                 | 0                 | 0        | 0      | 0           | 0          |
| R. Sandberg   | 32         | 19         | 0           | 0          | 5                 | 2                 | 0                 | 0                 | 37       | 21     | 0           | 0          |
| D. Schwager   | 28         | 2          | 5           | 1          | 5                 | 0                 | 0                 | 0                 | 33       | 2      | 5           | 1          |
| P. Schwarz    | 18         | 4          | 3           | 0          | 2                 | 0                 | 0                 | 0                 | 20       | 4      | 3           | 0          |
| J. Stabel     | 14         | 0          | 0           | 0          | 3                 | 0                 | 0                 | 0                 | 17       | 0      | 0           | 0          |
| W. Thelen     | 0          | 0          | 0           | 0          | 0                 | 0                 | 0                 | 0                 | 0        | 0      | 0           | 0          |
| H. Toppmöller | 0          | 0          | 0           | 0          | 2                 | 0                 | 0                 | 0                 | 2        | 0      | 0           | 0          |
| K. Toppmöller | 32         | 21         | 4           | 0          | 3                 | 1                 | 0                 | 0                 | 35       | 22     | 4           | 0          |
| K. Vogt       | 2          | 0          | 0           | 0          | 0                 | 0                 | 0                 | 0                 | 2        | 0      | 0           | 0          |
| H. Weiler     | 0          | 0          | 0           | 0          | 0                 | 0                 | 0                 | 0                 | 0        | 0      | 0           | 0          |
| H. Wilhelmi   | 22         | 1          | 1           | 0          | 4                 | 0                 | 0                 | 0                 | 26       | 1      | 1           | 0          |